# ياركوف يورفسكي
ياركوف ميكلوفيتش يورفسكي (بالروسية : Я́ков Миха́йлович Юро́вский;) وُلِدَ في 19 يونيو 1878 في سيبريا، روسيا وتوفي في 2 أغسطس 1938.ناشط بلشفي قديم وأنضمَّ للشيكا بعد الثورة الروسية. على أي حال يُذكر بأنَّ ياركوف يورفسكي منفذ عملية قتل القيصر نيقولا الثاني وعائلته

## نشأته
ولد في 19 يونيو 1878 في مدينة تومسك بسيبريا، روسيا لعائلة يهودية من الطبقة العاملة حيث كان يعمل والده في تركيب الزجاج وعملت والدته في مهنة الخياطة، يحتل الترتيب الثامن بين أخوته العشرة
علاقته باليهودية تبدو علاقة غامضة حيث درس التلمود في شبابه ولكن العائلة بالكامل أتخذت منحي أخر حيث اعتنقوا اللوثرية لكي ينأوا عن أنفسهم أي علاقة باليهودية التي تحامل عليها نيقولا الثاني.
بعد ذلك كرس كل حياته لقضية الشيوعية حيث هاجر الي ألمانيا سنة 1904 حيث عمل بتجارة الساعات، ثم عاد الي روسيا في عام 1905 بعد ثورة 1905 حيث أنضم للبلاشفة

## خلفية تاريخية
.

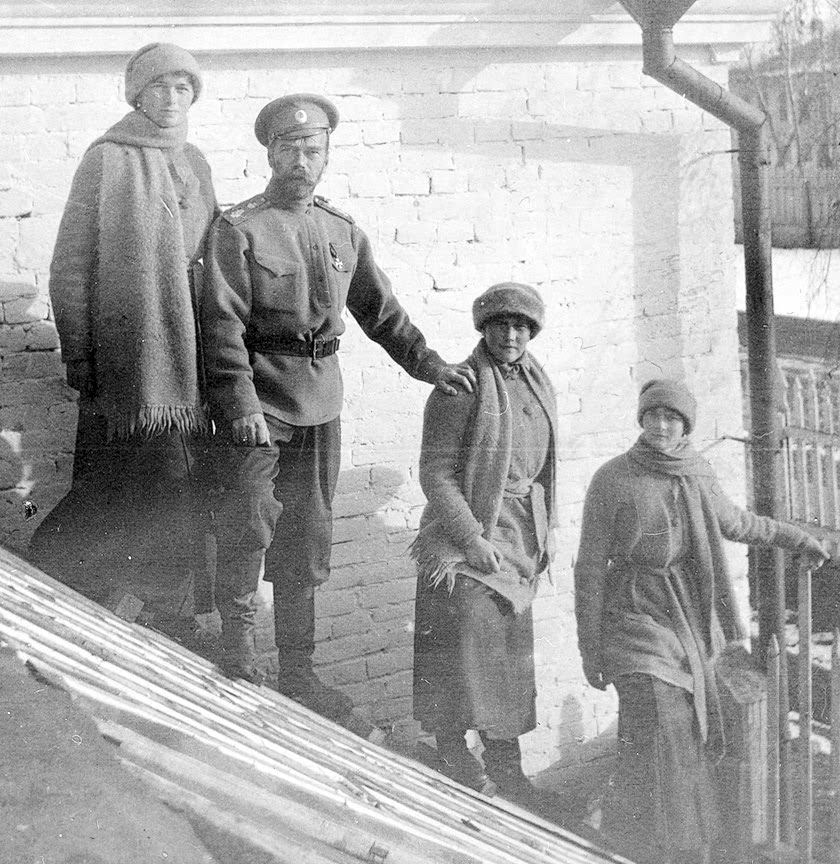
القيصر نيكولاس الثاني وأولاده في توبولسك

ألقي القبض على القيصر وتنازل عن الحكم. ووضعت الاسرة تحت الإقامة الجبرية في قصر ألكسندر في سيلو تراسكوي خلال الثورة الروسية. عندما اقترب البلاشفة قام ألكسندر كيرينسكي بنقل الحكومة المؤقتة إلى توبولسك، سيبيريا.وبعد أن سيطرالبلاشفة علي أغلبية في روسيا، تم نقل القيصر وعائلته إلى بيت للاستعمالات الخاصة، في ايكاترينبرج.
بعد نجاح الثورة البلشفية في أكتوبر 1917، كانت روسيا تعاني من التفكك وتسير بسرعة بأتجاه حرب أهلية.كانت هناك مفاوضات للإفراج عن نيقولا الثاني وعائلته بين البلاشفة والأسر الملكية المرتبطة بقرابة للقيصر في أوروبا.
كان الروس البيض (الموالين والمؤمنين بحق القيصر ومبادئ الحكم المطلق) في تقدم مستمر باتجاه ايكاترينبرج حيث كان الوضع غير مستقر.و لذلك اتخد القرار بأن يتم التخلص من الاسرة كاملة حتي لايجد الروس البيض لهم أي اثر عند وصولهم.

## وصف الحادث
وصف يورفسكي إلى رؤسائه البلاشفة في اعقاب تنفيذ المذبحة تقرير (تم العثور في عام 1989 ونشر عام 1992 في كتاب إدوارد رادزينسكي وآخر القياصرة) ووفقا للمذكرة، في ليلة القتل ايقظوا الأسرة.وقيل لهم انه سوف يتم نقلهم إلى موقع جديد لضمان سلامتهم تحسبا لأعمال العنف التي قد تترتب على وصول الجيش الأبيض يكاترينبرج. جمعت الأسرة ودائرة صغيرة من الموظفين الذين ظلوا معهم في غرفة صغيرة في الطابق السفلي من المنزل وطلب منهم الانتظار. سبت الكسندرا واليكسي في كراسي المقدمة. وبعد عدة دقائق، دخل الجلادون الغرفة، برئاسة يورفسكي. أبلغ بسرعة القيصر وعائلته المهمة التي سيتم تنفيذها. وكان القيصر الوقت يقول فقط «ماذا؟» وأنتقل إلى أسرته قبل أن يقتل برصاص عدة في الصدر (وليس، كما هو شائع، في الرأس (جمجمته)، استعادت في عام 1991، لا تحمل أي اصابات بأعيرة نارية). وقتل القيصر، والإمبراطورة في الحلقة الأولى لإطلاق النار؛ بالإضافة الي أن الخادمة ماري، الدكتور بوتكين والامبراطورة والخدمة ديميدوفا أصيبوا بجروح. وكان الدخان الكثيف يملأ الغرفة نتيجة العدد الكبير من الأسلحة التي تطلق من مسافات قريبة، وكذلك من الغبار المنبعث من الجص على الجدران بالرصاص. مما لا يسمح برؤية واضحة وغادر المسلحون المركز الغرفة لبضع دقائق، تاركا وراء كل الضحايا، بعد أن عاد المسلحون، قتل الدكتور بوتكين وو تم ذبح اليكسي الصغير علي يد مسلح حاول مرارا وتكرارا لإطلاق النار أو طعن الفتى في الجذع حيث كان محميا بمخيط المجوهرات في ملابسه، وأخيرا مسلحا آخر أطلق عيارين ناريين في رأسه. وقتل ثم تاتيانا واولغا برصاص واحدة في الرأس، وكان آخر الضحايا ماريا والدوقة الكبرى أناستاسيا نيكولايفنا من روسيا

## بعد الحرب الأهلية الروسية
عمل ياركوف يورفسكي مدير للأدارة المحلية للشيكا الروسية في موسكو وفي عام 1919 مدير للشيكا في منطقة ايكاترينبرج، ثم أصبح رئيس قسم الذهب من خزينة الدولة السوفيتية وأشتهر عنه سمعة راسخة في مكافحة الفساد والسرقة، كما عمل في إدارة متحف الفنون التطبيقية في عام 1928 وأصبح مديرا له في عام 1930.
توفي يورفسكي عام 1938 نتيجة للقرحة المعدية

## وصلات خارجية
- سير أحداث الثورة الروسية
- A description of the execution
- Yurovsky's account of the execution of the Imperial Family
- Yakov Yurovski, Executioner of the Romanovs